# Restauration collective

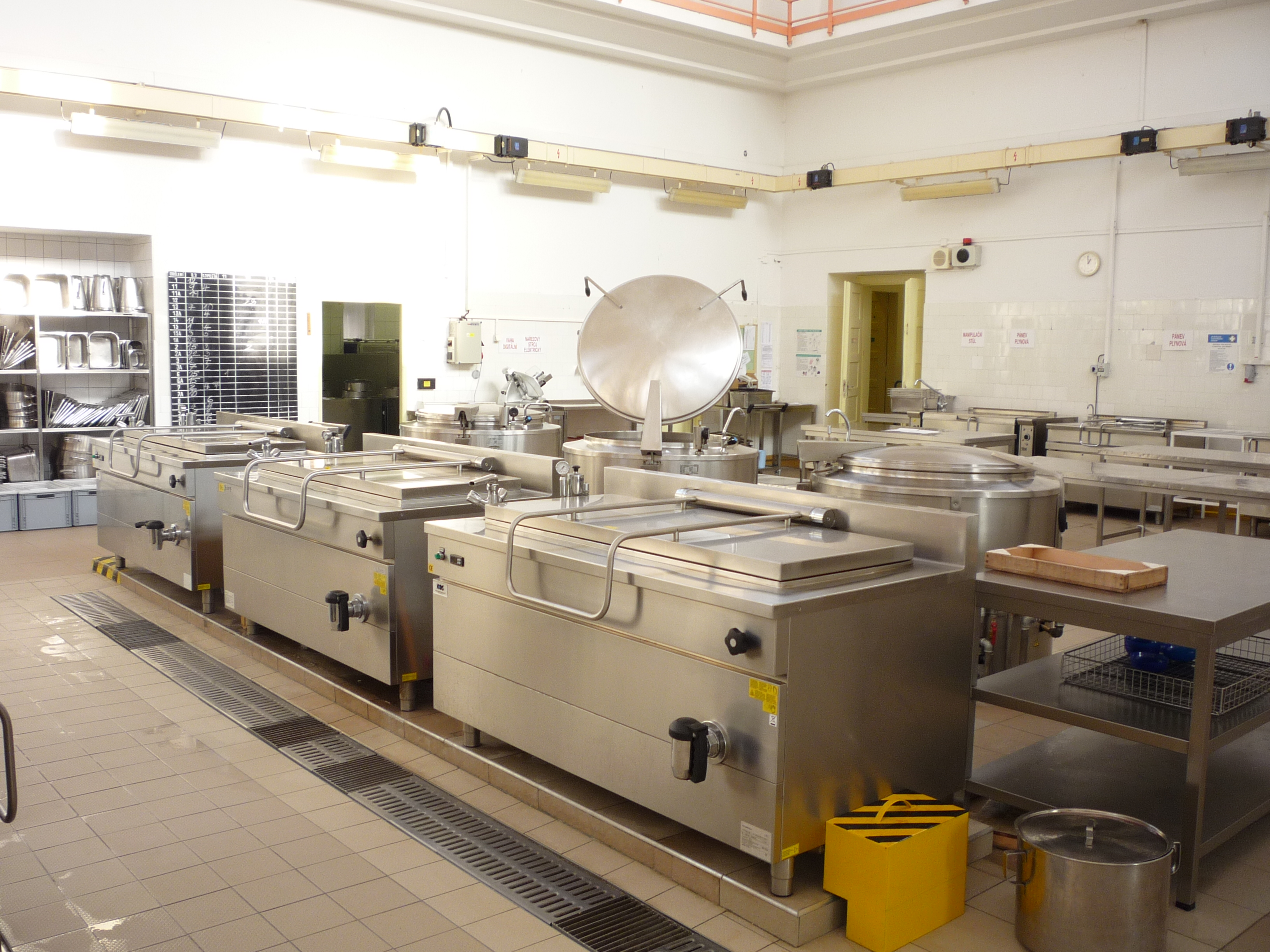
Cuisine centrale de l'hôpital psychiatrique d'Havlíčkův Brod, en République tchèque.

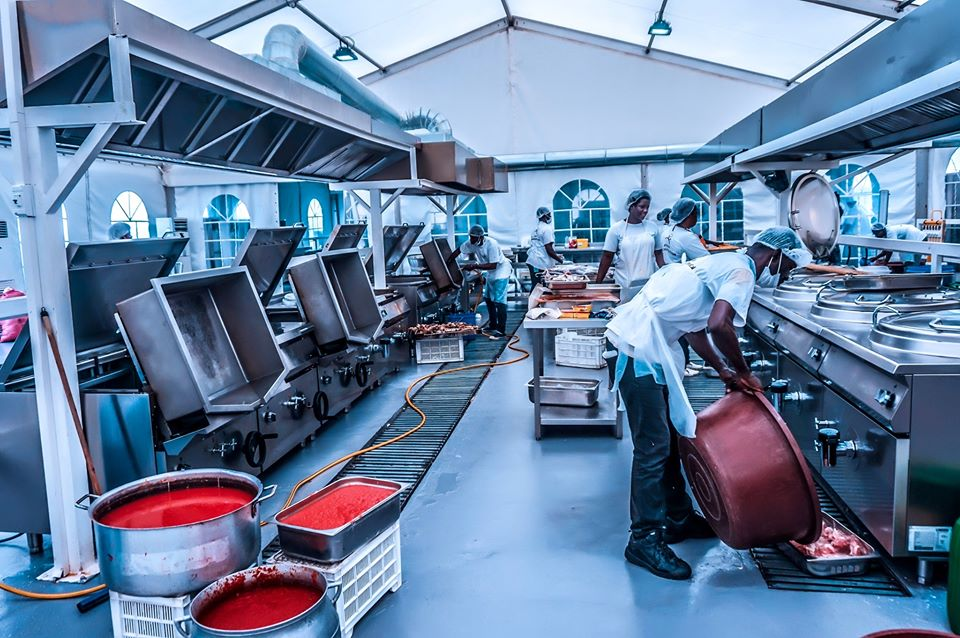
Cuisine collective pendant les Jeux de la Francophonie de 2017 à Abidjan.

La restauration collective est une branche industrielle qui a pour activité de servir des repas en collectivité hors du domicile privé.
Dans ce domaine, contrairement à ce qui se passe dans la restauration classique, le client, la personne qui consomme le repas, ne paie pas le prix réel, puisqu'une grande partie du coût global est assuré par un employeur, une institution ou toute forme d'organisation collective ayant prévu dans ses statuts un espace de restauration dédié.
Les industriels de la chaîne constituant les fournisseurs de restauration rapide sont soumis à des lois et réglements liés aux risques sanitaires.
En anglais américain, on parle de foodservice ; en anglais britannique, de catering.
En France, ces repas sont confectionnés :
- soit par des entreprises privées en délégation de service public (DSP) : il s'agit de la restauration collective concédée
- soit par les institutions elles-mêmes en régie directe ou en regroupement sous forme de syndicat intercommunal de restauration : il s'agit des restaurations collectives autogérées

En 2012, 3,8 millions de repas sont servis en moyenne chaque jour par les sociétés de restauration collective.

## Définitions et classifications
La restauration collective  regroupe les « segments et sous-segments de la Restauration Hors Foyer » et se divise en trois secteurs :
- l'enseignement (restauration scolaire et universitaire)
- la santé et le social (restauration hospitalière, maisons de retraite, établissements pénitentiaires)
- le travail (restauration d'entreprises et d'administrations)

Une autre classification regroupe ce secteur en :
1. restauration traditionnelle et thématique[2] ;
2. restauration collective en entreprise et dans les différents secteurs de la santé, du scolaire et du social, y compris le secteur pénitentiaire[2] ;
3. restauration rapide[2].

## Législation
Les restaurateurs doivent se conformer aux corpus internationaux (Codex alimentarius), européens, nationaux (et parfois régionaux comme en Allemagne), en particulier en matière de sécurité alimentaire et de traçabilité.
En France, dans le cadre de l'application du « Paquet hygiène » de l'Union européenne, depuis 2006, les établissements proposant une restauration collective doivent demander et recevoir un agrément sanitaire.
L'évolution de la règlementation porte sur : 
- l'importance croissante de la traçabilité sur toute la chaîne alimentaire (« de la fourche à la fourchette »)
- l'accroissement de la responsabilité des exploitants
- l'obligation de moyens et l'obligation de résultats
- les CCP (cf. HACCP). Beaucoup de CCP sont en réalité des bonnes pratiques d'hygiène (BPH) ou bonnes pratiques de fabrication (BPF). Les « vrais » CCP sont restreints.

Au-delà des lois concernant les normes d’hygiène, d’autres lois sont là pour augmenter l’introduction de bio dans les cantines collectives et les motivations des consommateurs ne sont pas des moindres. Le jeudi 19 avril 2018, après plusieurs années de négociations, les députés ont adopté des amendements de l’ancienne ministre de l’écologie Delphine Batho pour inscrire 50 % dans le projet de loi agriculture et alimentation. L’objectif étant d’introduire ce pourcentage de produits bio dans les cantines publiques et de motiver les consommateurs à consommer bio chez eux. 83 % des Français attendent des produits bio dans les restaurants, 80 % dans les hôpitaux, 77 % dans les maisons de retraite, 73  dans les centres de vacances, 70 % en restauration rapide et même 56 % dans les distributeurs automatiques. La restauration collective regroupe aussi l’enseignement où les principales cibles visées sont les parents : 90  des parents sont intéressés par une offre de produits biologiques à l’école. Mais les actifs ont également leur avis à donner sur la question : 81 % d’entre eux souhaitent des repas avec des produits bio sur leur lieu de travail ou dans leur restaurant d’entreprise.
La loi du 30 octobre 2018 pour l'équilibre des relations commerciales dans le secteur agricole et alimentaire et une alimentation saine, durable et accessible à tous contient plusieurs dispositions relatives à la restauration collective : 
- Le gouvernement propose aux personnes morales de droit public et aux entreprises privées chargées de la restauration collective publique des outils d'aide à la décision, à la structuration des filières d'approvisionnement sur leurs territoires,.
- Au plus tard le 1er janvier 2025, il est mis fin à l'utilisation de contenants alimentaires de cuisson, de réchauffe et de service en matière plastique dans les services de restauration collective des établissements scolaires et universitaires ainsi que des établissements d'accueil des enfants de moins de six ans. (dans les collectivités territoriales de moins de 2 000 habitants, le présent alinéa est applicable au plus tard le 1er janvier 2028).
- Au plus tard le 1er janvier 2020, il est mis fin à l'utilisation de bouteilles d'eau plate en plastique dans le cadre des services de restauration collective scolaire.
- les opérateurs de l'industrie agroalimentaire et de la restauration collective doivent rendre publics leurs engagements en faveur de la lutte contre le gaspillage alimentaire, notamment les procédures de contrôle interne qu'ils mettent en œuvre.

## Historique

### En France
- 1934 : premier restaurant d'entreprise, ouvert à la Banque de France.
- 1er janvier 2005 : entrée en vigueur du règlement européen 178/2002 établissant les principes et les prescriptions généraux de la législation alimentaire, instituant l'Autorité européenne de sécurité des aliments et fixant des procédures relatives à la sécurité des denrées alimentaires.
- 1er janvier 2006 : application des règlements européens relatifs à l'hygiène des denrées alimentaires et fixant les règles spécifiques d'hygiène applicables aux denrées alimentaires d'origine animale.
- 8 août 2006 : arrêté ministériel relatif à l'agrément des établissements mettant sur le marché des produits d'origine animale ou des denrées contenant des produits d'origine animale.
- 8 août 2008 : échéance de dépôt de dossiers d'agrément aux DSV (Directions départementales des services vétérinaires).

### En Russie
En Russie, l'instauration des systèmes de restauration collective ou de cantine collective a lieu à la suite de la révolution d'Octobre 1917. Dès 1918, les restaurants privés sont interdits pour être remplacés par une institution publique servant à nourrir, mais aussi à éduquer politiquement les classes prolétaires. En plus, elles se doivent également de promouvoir les bonnes habitudes hygiéniques, les bonnes mœurs, contrôler le phénomène de l’alcoolisme et enfin, « émanciper les femmes de l’esclavage domestique ».

## Économie du secteur en France
En 2019, la restauration collective  génère 25 milliards d’euros de chiffre d’affaires, dont 11 milliards pour la restauration collective concédée, contre 56 milliards pour la restauration commerciale hors domicile.
Le secteur emploie 110 000 salariés en équivalent temps plein,  majoritairement peu qualifiés (+ 1 % par an depuis 2010). 
En 2018, le secteur de la restauration collective concédée regroupe 484 entreprises (419 indépendantes et 65 organisées en groupes). Les entreprises indépendantes réalisent 10 % du chiffre d’affaires  du secteur. Les groupes, qui rassemblent au total 509 unités légales, détiennent de nombreuses filiales spécialisées. Trois entreprises réalisent 70 % du chiffre d’affaires du secteur : Compass, Elior, Sodexo. Elles sont des filiales de grands groupes internationaux.